# José Manuel Rodríguez Arnáez
José Manuel Rodríguez Arnáez (Haro, La Rioja, España, 15 de abril de 1944 - Madrid, 2 de enero de 2014) fue un pintor, grabador, ceramista, diseñador gráfico y gestor cultural español. Autor de 10 libros, participó también en el diseño de logotipos y diarios, en la redacción de ensayos y documentales y la publicación de artículos de arte en la revista Marte de Barcelona. También es autor de una monografía inédita de Manuel Bartolomé Cossío.
Participó en 130 exposiciones (50 individuales y 80 colectivas) en varios países. Sus obras han sido objeto de estudios por parte de la crítica, historiadores y escritores ilustres como Antonio Bonet Correa, Francisco Calvo Serraller, José Luis Sampedro, José María Iglesias, entre muchos otros.
El trabajo de Rodríguez Arnáez se ha exhibido en 23 museos y colecciones públicas a nivel nacional como la Biblioteca Nacional de España (BNE), el Museo de Arte Contemporáneo de Villafamés, entre otros. A nivel internacional en la Sociedad Hispánica de América.

## Biografía
De formación humanista, José Rodríguez era graduado de doctor en Ciencias Políticas y Licenciado en Económicas y Empresariales, pero ejerció como pintor, escultor, grabador, ceramista, diseñador gráfico y cartelista. Fue aprendiz de Manuel Anzuela Montoya y Tubía Rosales.
Realizó su primera exposición individual en 1974 con el pseudónimo de Mamel, sobrenombre que conservó hasta 1983. Impulsó, junto a otros artistas, la creación de la Asociación Cultural Bartolomé Cossío. Como historiador y crítico de arte redactó ensayos y bibliografías documentales.
Perteneció a las Asociaciones Madrileña (AMCA), Española (AECA) e Internacional (AICA) de Críticos de Arte. Durante su vida artística realizó aproximadamente 130 exposiciones en España, Francia, Inglaterra, Suiza, Rumania, Suecia, Estados Unidos, Chile y Guinea. Representó a España en las bienales de Budapest y Valparaíso. Sus obras están exhibidas en el Museo Español de Arte Contemporáneo de Madrid, Museo de Bellas Artes de Granada, Biblioteca Nacional de España, en el Museo de Arte Moderno y Contemporáneo de Santander y Cantabria, Museo de Arte Contemporáneo de Villafamés, Museo Internacional de Arte Contemporáneo y también en la Sociedad Hispánica de América de Nueva York.
Rodríguez Arnaez ejerció como presidente de la Asociación Cultural Manuel B. Cossío, de Haro, gestor cultural y funcionario de la Comunidad de Madrid.

## Obras
- Catálogo bibliográfico de Manuel Bartolomé Cossío.[9]
- 1977: Sociedad de masas, de Consumo y del Bienestar. Dibujos y textos originales Arnáez. 1 ejemplar firmado. Madrid.
- 1981: Desmonte cercado. Texto Manuel Conde y veinte cuatro grabados de Arnáez. 75 ejemplares numerados y firmados. Taller Dimitri. Madrid.
- 1982: Oda a Salinas. Fr. Luis de León. Dos dibujos originales y cuatro grabados. 4 ejemplares. Madrid.
- 1982: El Canto quiere ser Luz. Diecisiete poetas y ocho grabadores. 500 ejemplares numerados y firmados. ENDESA. Madrid.
- 1982: Siete. Mario Antolín y siete grabadores. 50 ejemplares numerados y firmados. Taller Malsaña. Madrid.
- 1983: Vértice de la sombra. Manuel Conde. 5 dibujos originales con papel hecho a mano. 75 ejemplares numerados y firmados. Ferrán-Gómez Arte y Ediciones. Madrid.
- 1983: Lo Mágico y lo Cotidiano. José Luis Sampedro. Cinco collages originales. 75 ejemplares numerados y firmados. Ferrán-Gómez Arte y Ediciones. Madrid.
- 1988: A: El Único y de mi propiedad. Arnáez. Una cerámica, un grabado y su plancha, dibujos y pinturas originales. Arnáez. Madrid.
- 1989: Ante Cinco Dibujos de Arnáez. José María Iglesias. Cinco dibujos originales. 5 ejemplares numerados y firmados. Arnáez. Madrid.

## Premios y reconocimietos
- 2007: Premio al Jarrerismo (La Rioja).[10]
- 2008: Medalla de las Bellas Artes de la Comunidad Autónoma de La Rioja.[11]
- 2008: Galardón a las Artes Riojanas (Gobierno de la Rioja. Logroño).[2]
- El Municipio de Haro bautizó un centro cultural con su nombre.[1]